# Новиков, Михаил Николаевич (украинский политик)
Михаил Николаевич Новиков (укр. Михайло Миколайович Новіков; род. 15 ноября 1965 года, Гайсин, Винницкая область) — украинский адвокат, политик. Заслуженный юрист Украины (2006).
Народный депутат Украины IX созыва.

## Биография
Окончил юридический факультет Киевского университета имени Тараса Шевченко.
Он является основателем ООО «Правовая группа „Новиков и партнеры“», соучредителем ООО «Консалтинговая компания „Новиков и партнеры“».
Новиков работал в сфере правосудия, был судьей Киевского апелляционного хозяйственного суда и судьей Арбитражного (Хозяйственного) суда Киева.

## Политическая деятельность
Кандидат в народные депутаты от партии «Слуга народа» на парламентских выборах 2019 года, № 127 в списке. На время выборов: адвокат, беспартийный. Проживает в Киеве.
Член Комитета Верховной Рады по вопросам правовой политики, председатель подкомитета по вопросам правосудия.